# جون ميخائيل كلانسي
جون ميخائيل كلانسي هو سياسي أمريكي، ولد في 7 مايو 1837 في مقاطعة ليش في جمهورية أيرلندا، وتوفي في 25 يوليو 1903 في بوتي في الولايات المتحدة. نشط حزبياً في الحزب الديمقراطي. وقد انتخب عضو جمعية ولاية نيويورك ‏ وانتخب عضو مجلس النواب الأمريكي ‏.